# Dioclea grandiflora
Dioclea grandiflora är en ärtväxtart som beskrevs av George Bentham. Dioclea grandiflora ingår i släktet Dioclea och familjen ärtväxter. Inga underarter finns listade i Catalogue of Life.

## Bildgalleri

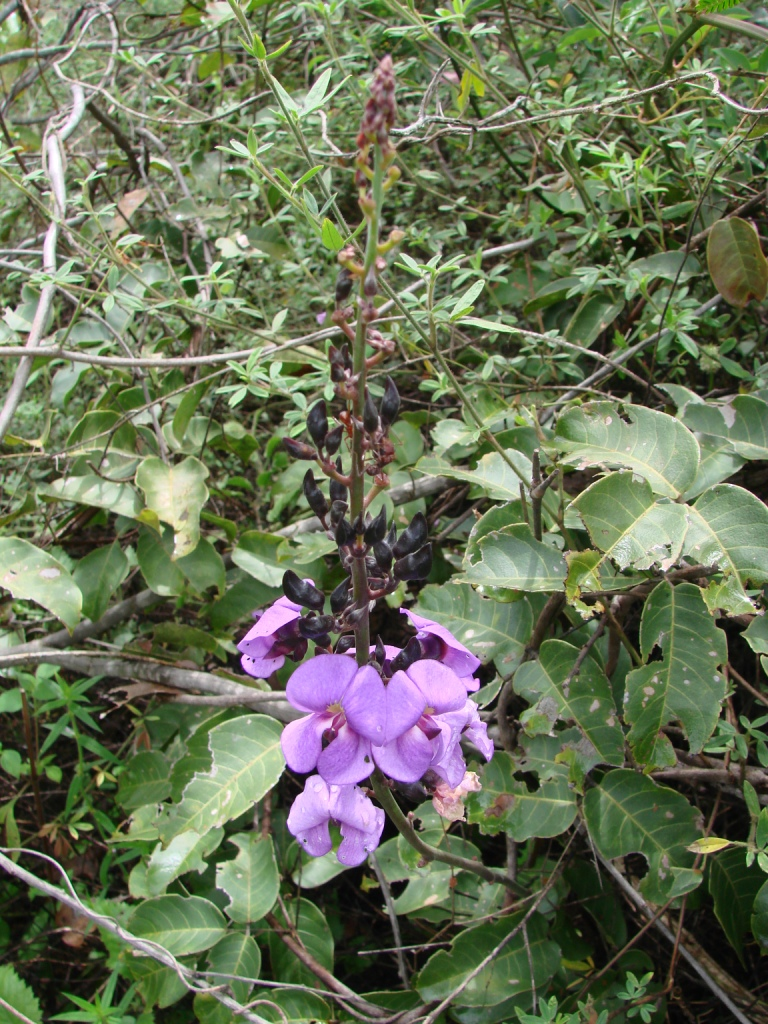